# František Pavel
František Pavel (19. ledna 1869 Pouchov – 12. června 1939 Brno) byl český politik, zastupitel města Kladna a v období 1. dubna 1938 – 8. června 1939 starosta Kladna.
Vyučil se štukatérem, od roku 1910 pracoval jako úředník nemocenské pojišťovny v Kladně. Byl jednou z prvních obětí nacistické okupace po incidentu, během něhož dva studenti průmyslovky, z nichž jeden byl pozdější „Nepolapitelný Jan“ Jan Smudek, zastřelili strážmistra německé pořádkové policie Wilhelma Kniesta v noci ze 7. na 8. června 1939. Po vyhlášení stanného práva vůbec v prvním českém městě v protektorátu byl spolu s dalšími zastupiteli města mezi celkem 107 zatčenými a převezen do věznice na brněnském Špilberku, kde byl nakonec ubit a vyhozen z okna. Někdy je uváděno, že spáchal sebevraždu skokem z okna ze druhého patra přísně střežené věznice.

## Památka

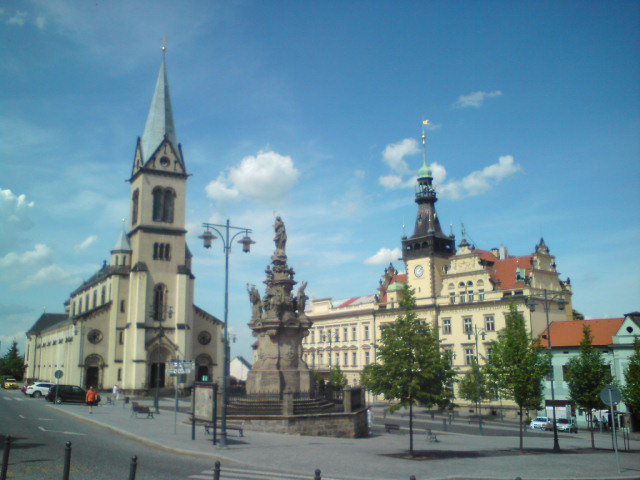
Náměstí Starosty Pavla v Kladně

Po válce po něm byla pojmenována jedna z kladenských ulic, od roku 1989 K nemocnici. Tehdy bylo po něm pojmenováno Náměstí starosty Pavla před novou kladenskou radnicí (nejstarší náměstí ve městě).